# 坎特里萊克埃斯泰茨
坎特里萊克埃斯泰茨（英語：Country Lake Estates）是位於美國新澤西州伯靈頓縣的普查規定居民點。

## 人口
根據2020年美國人口普查的數據，坎特里萊克埃斯泰茨的面積為3.63平方千米，當中陸地面積為2.95平方千米，而水域面積為0.68平方千米。當地共有人口4054人，而人口密度為每平方千米1,116.8人。